# البطولة الوطنية الغينية 2016–17
البطولة الوطنية الغينية 2016–17 هو موسم من البطولة الوطنية الغينية. فاز فيه نادي هورويا.